# 长鲽
长鲽（学名：Tanakius kitaharae）为輻鰭魚綱鰈形目鰈亞目鲽科长鲽属的鱼类，俗名长板、田中鲽，小嘴。分布于北达朝鲜及日本以及东海北部及黄渤海各处等，属于太平洋西北部温带暖温性底层海鱼，棲息深度100-200公尺，體長可達30公分，棲息在沙泥底質底層海域，生活習性不明，可做為食用魚。该物种的模式产地在东京。